# Palmarès del Real Madrid Club de Fútbol
Il palmarès del Real Madrid Club de Fútbol lo rende la seconda squadra di calcio più vittoriosa di Spagna, con 71 titoli nazionali (contro i 80 del Barcellona), nonché il club più titolato in Europa e a livello mondiale per titoli confederali e interconfederali, con 33 trofei internazionali (riconosciuti da FIFA, UEFA e CONMEBOL). Il Real Madrid, inoltre, detiene i record di vittorie nel campionato spagnolo (36) e in Coppa dei Campioni/UEFA Champions League (15). Il 23 dicembre 2000 il club è stato inserito dalla FIFA al primo posto nella lista dei migliori club del XX secolo a livello mondiale; sempre dal massimo organo calcistico internazionale, nel 2004, ha ricevuto il prestigioso FIFA Order of Merit. Inoltre, essendosi laureato campione d'Europa per più di 5 volte, può fregiarsi sulle proprie maglie del multiple-winner badge nelle gare di Champions League.
Inoltre è la squadra che più volte è risultata al vertice del quinquennio (15) e del decennio (1) nel ranking dei club per coefficiente.

## Competizioni ufficiali

### Competizioni nazionali
71 trofei
|                  | Titolo/i                         | Anno/i |
| ---------------- | -------------------------------- | --- |
|                  | Campionato spagnolo: 36 (record) | 1931-1932; 1932-1933; 1953-1954; 1954-1955; 1956-1957; 1957-1958; 1960-1961; 1961-1962; 1962-1963; 1963-1964 1964-1965; 1966-1967; 1967-1968; 1968-1969; 1971-1972; 1974-1975; 1975-1976; 1977-1978; 1978-1979; 1979-1980 1985-1986; 1986-1987; 1987-1988; 1988-1989; 1989-1990; 1994-1995; 1996-1997; 2000-2001; 2002-2003; 2006-2007 2007-2008; 2011-2012; 2016-2017; 2019-2020; 2021-2022; 2023-2024 |
|                  | Coppa del Re: 20                 | 1905; 1906; 1907; 1908; 1917; 1934; 1936; 1946; 1947; 1961-1962 1969-1970; 1973-1974; 1974-1975; 1979-1980; 1981-1982; 1988-1989; 1992-1993; 2010-2011; 2013-2014, 2022-2023 |
| Coppa della Liga | Coppa della Liga: 1              | 1985 |
|                  | Supercoppa di Spagna: 13         | 1988; 1989; 1990; 1993; 1997; 2001; 2003; 2008; 2012; 2017 2020; 2022; 2024 |
|                  | Coppa Eva Duarte: 1              | 1947 |

### Competizioni internazionali
33 trofei (record)
|  | Titolo/i                                                                                       | Anno/i |
|  | ---------------------------------------------------------------------------------------------- | --- |
|  | Coppa dei Campioni/UEFA Champions League: 15 (record)                                          | 1955-1956; 1956-1957; 1957-1958; 1958-1959; 1959-1960; 1965-1966; 1997-1998; 1999-2000; 2001-2002; 2013-2014 2015-2016; 2016-2017; 2017-2018; 2021-2022; 2023-2024 |
|  | Coppa UEFA: 2                                                                                  | 1984-1985; 1985-1986 |
|  | Supercoppa UEFA: 6 (record)                                                                    | 2002; 2014; 2016; 2017; 2022; 2024 |
|  | Coppa Intercontinentale: 3 (record condiviso con Milan, Peñarol, Club Nacional e Boca Juniors) | 1960; 1998; 2002 |
|  | Coppa del mondo per club FIFA: 5 (record)                                                      | 2014; 2016; 2017; 2018; 2022 |
|  | Coppa Intercontinentale FIFA: 1 (record)                                                       | 2024 |
|  | Coppa Iberoamericana: 1 (record)                                                               | 1994 |

### Competizioni regionali
24 trofei
- Campeonato Regional Centro: 21

1905; 1906; 1908; 1913; 1915-1916; 1916-1917; 1917-1918; 1919-1920; 1921-1922; 1922-1923; 1923-1924; 1925-1926; 1926-1927; 1928-1929; 1929-1930; 1930-1931;
1931-1932; 1932-1933; 1933-1934; 1934-1935; 1935-1936
- Copa Federación Centro: 3

1923; 1928; 1943

### Competizioni giovanili
- UEFA Youth League: 1

2019-2020
- Blue Stars/FIFA Youth Cup: 1

1990

## Competizioni non ufficiali

### Competizioni internazionali
- Coppa Latina: 2

1955; 1957
- International Champions Cup: 3 (record)

2013; 2015 (Australia); 2015 (Cina)
- Pequeña Copa del Mundo: 2

1952; 1956
- Blue and White Trophy: 1[6]

1962
- Trofeo Aid el Kabir: 1

1966
- Trofeo Pirelli: 1

1999
- Trofeo Centenario AC Milan: 1

2000
- Trofeo Centenario SL Benfica: 1

2004
- Franz Beckenbauer Testimonial: 1

2010
- Npower Challenge Cup: 1

2011
- UNESCO Cup: 1

2014

### Competizioni nazionali
- Trofeo Santiago Bernabéu: 28

1981; 1983; 1984; 1985; 1987; 1989; 1991; 1994; 1995; 1996; 1997; 1998; 1999; 2000; 2003; 2005; 2006; 2007; 2008; 2009; 2010; 2011; 2012; 2013; 2015; 2016; 2017; 2018
- Trofeo Ciudad de Alicante: 10

1990; 1991; 1992; 1993; 1995; 1998; 2000; 2001; 2002; 2010
- Trofeo Teresa Herrera: 9

1949; 1953; 1966; 1976; 1978; 1979; 1980; 1994; 2013
- Trofeo Ramón De Carranza: 6

1958; 1959; 1960; 1966; 1970; 1982
- Trofeo Ciudad de La Línea: 5

1981; 1982; 1986; 1994; 2000
- Trofeo Ciudad de Palma: 4

1975; 1980; 1983; 1990
- Trofeo Bahía de Cartagena: 4

1994; 1998; 1999; 2001
- Trofeo Inmortal de Girona: 4

1977; 1979; 1980; 1981
- Trofeo Festa d'Elx: 3

1984; 1985; 1999
- Trofeo Ciutat de Barcelona: 3

1983; 1985; 1988
- Trofeo Colombino: 3

1970; 1984; 1989
- Trofeo Ciudad de Santande: 3

1978; 1979; 1985
- Trofeo Euskadi Asergace: 3

1994; 1995; 1996
- Trofeo Ciudad de Vigo: 2

1981; 1982
- Trofeo Concepción Arenal: 2

1977; 1984
- Trofeo Naranja: 2

1990; 2003
- Trofeo de Navidad Comunidad de Madrid: 2

1994; 1995
- Trofeo de la Hispanidad: 2

1995; 1996
- Trofeo Fiestas de San Lorenzo de El Escorial: 1

1902
- Trofeo Concurso de Bandas: 1

1902
- Trofeo Codorniu: 1

1903
- Copa Rodríguez Azuaga: 1

1911
- Trofeo Ciudad Líneal: 1

1912
- Copa Foronda: 1

1917
- Copa Ramon Triana: 1

1944
- Copa José Luis del Valle: 1

1945
- Trofeo de Inauguración del Santiago Bernabéu: 1

1947
- Copa Castilla: 1

1948
- Trofeo Inauguración de la iluminación del Bernabéu: 1

1951
- Trofeo de la Vendimia: 1

1954
- Copa Amistad: 1

1956
- Trofeo Benito Villamarín 50 Aniversario: 1

1960
- Trofeo Feria de Albacete: 1

1964
- Trofeo Ciudad del Puerto: 1

1972
- Trofeo Costa Blanca: 1

1972
- Trofeo Conde de Fenosa: 1

1973
- Trofeo San Antón: 1

1973
- Trofeo Costa del Sol: 1

1976
- Trofeo Ciudad de Almansa: 1

1976
- Trofeo Año Santo Compostelano: 1

1976
- Trofeo 75º Aniversario del Real Madrid: 1

1977
- Trofeo 75º Aniversario del Sporting de Gijón: 1

1980
- Trofeo Inauguración Videomarcadores: 1

1982
- Trofeo Ibérico: 1

1982
- Trofeo Centenario del Nastic: 1

1986
- Trofeo Rayma: 1

1987
- Trofeo Villa de Benidorm: 1

1988
- Trofeo Desafío Canal +: 1

1991
- Trofeo Giorgio Calleri: 1

1991
- Trofeo Ciudad de Salamanca: 1

1992
- Trofeo Castilla La Mancha: 1

1993
- Trofeo Ciudad de Tenerife: 1

1994
- Trofeo Municipal de la Línea: 1

1994
- Trofeo Isostar Granada: 1

1995
- Trofeo Isostar Almería: 1

1995
- Trofeo Antena 3 TV: 1

1997
- Trofeo Román Valero: 1

1997
- Trofeo Balompédica Linense: 1

1999
- Trofeo Ciudad de Murcia: 1

2000
- Trofeo Madrid 2012: 1

2002
- Trofeo Memorial Jesús Gil: 1

2005
- Trofeo Centenario Real Sociedad: 1

2009

## Altri piazzamenti

### Competizioni nazionali

#### Competizioni ufficiali
- Campionato spagnolo

Secondo posto: 1928-1929; 1933-1934; 1934-1935; 1935-1936; 1941-1942; 1944-1945; 1958-1959; 1959-1960; 1965-1966; 1980-1981; 1982-1983; 1983-1984; 1991-1992; 1992-1993; 1998-1999; 2004-2005; 2005-2006; 2008-2009; 2009-2010; 2010-2011; 2012-2013; 2014-2015; 2015-2016; 2020-2021; 2022-2023; 2024-2025
Terzo posto: 1948-1949; 1951-1952; 1952-1953; 1955-1956; 1981-1982; 1990-1991; 2001-2002; 2013-2014; 2017-2018; 2018-2019
- Coppa del Re

Finale: 1903; 1916; 1918; 1924; 1928-1929; 1930; 1933; 1940; 1943; 1958; 1959-1960; 1960-1961; 1967-1968; 1978-1979; 1982-1983; 1989-1990; 1991-1992; 2001-2002;
2003-2004; 2012-2013; 2024-2025
Terzo posto: 1910
Semifinale: 1913; 1922; 1927; 1949-1950; 1951; 1952; 1952-1953; 1954; 1955; 1956; 1958-1959; 1962-1963; 1971-1972; 1983-1984; 1985-1986; 1986-1987; 1987-1988;
1998-1999; 2005-2006; 2018-2019
- Coppa della Liga

Finale: 1983
- Supercoppa di Spagna

Finale: 1982; 1995; 2007; 2011; 2014; 2023; 2025
Semifinale: 2021

#### Altre competizioni
- Coppa dell'Incoronazione[7]

Terzo posto: 1902

### Competizioni internazionali

#### Competizioni ufficiali
- Coppa dei Campioni/UEFA Champions League

Finale: 1961-1962; 1963-1964; 1980-1981
Semifinale: 1967-1968; 1972-1973; 1975-1976; 1979-1980; 1986-1987; 1987-1988; 1988-1989; 2000-2001; 2002-2003; 2010-2011; 2011-2012; 2012-2013; 2014-2015; 2020-2021; 2022-2023
- Coppa delle Coppe UEFA

Finale: 1970-1971; 1982-1983
- Coppa UEFA

Semifinale: 1991-1992
- Supercoppa UEFA

Finale: 1998; 2000; 2018
- Coppa Intercontinentale

Finale: 1966; 2000
- Coppa del mondo per club FIFA

Semifinale: 2000, 2025
- Coppa Iberica

Finale: 2000

### Competizioni regionali
- Campeonato Regional Centro

Secondo posto: 1903; 1911; 1918-1919; 1924-1925; 1927-1928; 1939-1940
Terzo posto: 1909; 1910; 1913-1914; 1914-1915; 1920-1921
- Copa Federación Centro

Finale: 1941